# 白尾鳶
白尾鳶（學名：Elanus leucurus，英語：White-tailed kite）为鹰科黑翅鸢属的一種鸟类，是一種中型鳶，分佈于北美洲西部及南美洲的部分地區。

## 描述

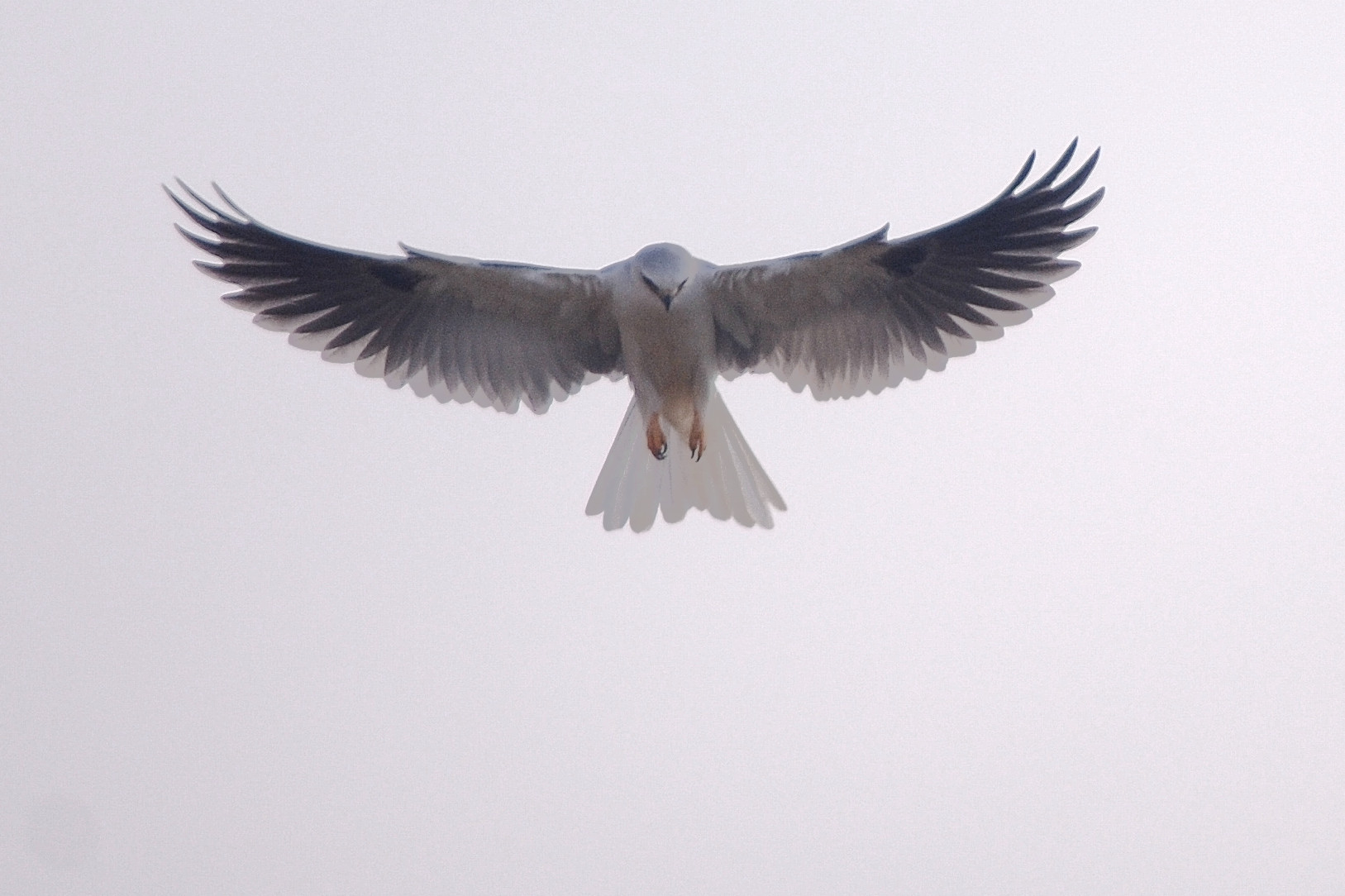
飛翔中的白尾鳶

其腹部羽毛為白色，肩部和翅尖則爲黑色。體長35—43（14—17英寸），翼展88—102（35—40英寸），體重250—380克（8.8—13.4盎司），尾長15.1—18.6（5.9—7.3英寸），跗骨長3.6 cm（1.4英寸）。因與黑翅鸢很像，而曾一度在生物學分類上被當作黑翅鸢（Elanus caeruleus）。後來被指出它其實與其生活在舊大陸的同胞們在習性及體型等很多方面都不太一樣，因此劃分出來成爲了一個種。

## 外部連結
- White-tailed Kite – Elanus Leucurus （页面存档备份，存于） – USGS Patuxent Bird Identification InfoCenter
- White-tailed Kite Species Account （页面存档备份，存于） – Cornell Lab of Ornithology
- White-tailed Kite Stamps （页面存档备份，存于） at bird-stamps.org （页面存档备份，存于）
- 互聯網鳥類收藏上有关White-tailed Kite的錄像、照片和音頻
- VIREO上白尾鳶的圖片
- BirdLife物种一览表：Elanus leucurus
- Elanus leucurus的分佈圖，IUCN紅色名錄地圖
- Xeno-canto上有关White-tailed Kite的錄音